# Jardim Platina

Vista aérea do bairro Jardim Platina

Localização do bairro Jardim Platina em Osasco

Jardim Platina  é um bairro localizado no município de  Osasco, São Paulo, Brasil.O bairro está delimitado pelo bairro Vila Menck e o município de São Paulo. os seus loteamentos são: Vila Bela; Sítio Moinho Velho.

## Vias principais
- Rua Américo Vespúcio
- Rua Almirante Tamandaré
- Rua Moacir Salles D’Ávila[2]

## Educação
- EMEF Professor Alípio da Silva Lavoura[1]